# Usmar Ismail
Usmar Ismail (Fort De Rock, 20 marzo 1921 – Indonesia, 2 gennaio 1971) è stato un regista, sceneggiatore e produttore cinematografico indonesiano.
Di etnia Minangkabau, è una delle figure di spicco del cinema del suo Paese.

## Biografia
Probabilmente noto a livello internazionale per il suo film del 1961 Pedjuang, che documentava l'indipendenza indonesiana dall'olandese e dal francese e che entrò in competizione al Festival cinematografico internazionale di Mosca 1961. Ismail inizialmente fece parte dell'esercito quando gli olandesi possedevano le Indie. Nei primi cinquanta, quando ormai era nato lo Stato libero d'Indonesia, egli poté coronare il suo sogno di diventare regista istituendo la Perfini Studios, uno dei primi studi cinematografici del neonato Stato.

## Tributi
Venne istituita a Giacarta la sala concerti Usmar Ismail Hall, nella quale vengono dati musical, opere e performance teatrali.

## Filmografia
- Harta Karun (1949)
- Tjitra (1949)
- Darah dan Doa (1950)
- Enam Djam di Djogdja (1951)
- Dosa Tak Berampun (1951)
- Kafedo (1953)
- Krisis (1953)
- Lewat Djam Malam (1954)
- Lagi-Lagi Krisis (1955)
- Tamu Agung (1955)
- Tiga Dara (1956)
- Sengketa (1957)
- Delapan Pendjuru Angin (1957)
- Asrama Dara (1958)
- Pedjuang (1960)
- Laruik Sandjo (1960)

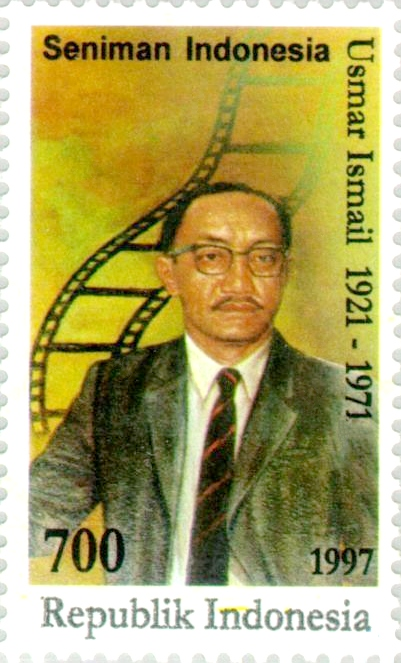
Usmar Ismail in un francobollo del 1997

- Toha, Pahlawan Bandung Selatan (1961)
- Korban Fitnah (1961)
- Amor dan Humor (1961)
- Anak Perawan di Sarang Penjamun (1962)
- Bajangan di Waktu Fadjar (1962)
- Masa Topan dan Badai (1963)
- Anak-Anak Revolusi (1964)
- Liburan Seniman (1965)
- Ja Mualim (1968)
- Big Village (1969)
- Bali (1970)
- Ananda (1970)